# Cantón de Orthez
El cantón de Orthez era una división administrativa francesa, situada en el departamento de los Pirineos Atlánticos y la región Aquitania.

## Composición
El cantón de Orthez agrupaba 13 comunas:
- Baigts-de-Béarn
- Balansun
- Bonnut
- Castétis
- Lanneplaà
- Orthez
- Puyoô
- Ramous
- Saint-Boès
- Saint-Girons-en-Béarn
- Salles-Mongiscard
- Sallespisse
- Sault-de-Navailles.

## Supresión del cantón de Orthez
En aplicación del Decreto n.º 2014-248 de 25 de febrero de 2014, el cantón de Orthez fue suprimido el 22 de marzo de 2015 y sus trece comunas pasaron a formar parte, ocho del nuevo cantón de Orthez y Tierras de Ríos y Sal y cinco del nuevo cantón de Artix y País de Soubestre.